# Dějiny Džibutska

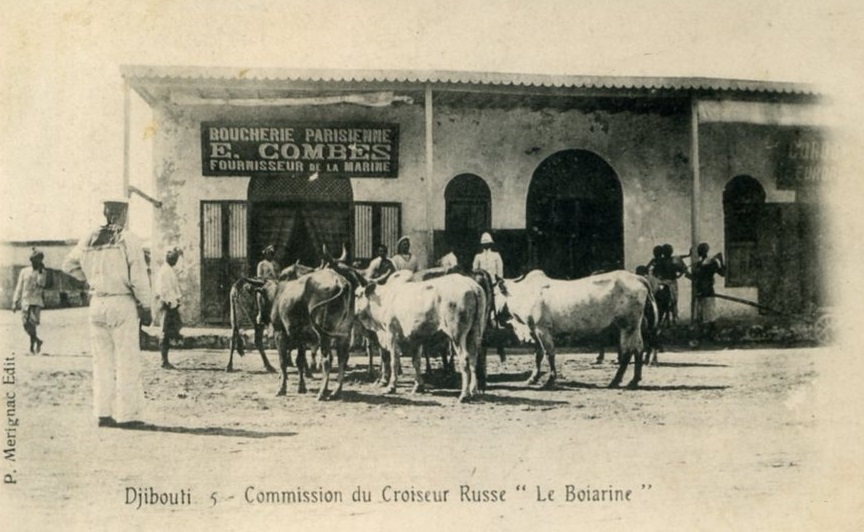
Dobytek určený na porážku v džibutském řeznictví, 1902

Ve starověku bylo území Džibutska, země rozkládající se na Africkém rohu, která na jihovýchodě sousedí se Somalilandem, na severu a severozápadě s Eritreou a Rudým mořem, na západě a jihu s Etiopií a na východě s Adenským zálivem, součástí země Punt. Později se podobně jako další země rozkládající se na Africkém rohu stala součástí středověkého Adalského a Ifatského sultanátu. Na konci 19. století byla na základě smluv podepsaných Francouzi s vládnoucími somálskými a afarskými sultány založena kolonie Francouzské Somálsko. Ta byla v roce 1967 přejmenována na Francouzské území Afarů a Isů. O deset let později se džibutský lid vyslovil pro nezávislost. To vedlo k oficiálnímu vzniku Džibutské republiky.

## Prehistorie

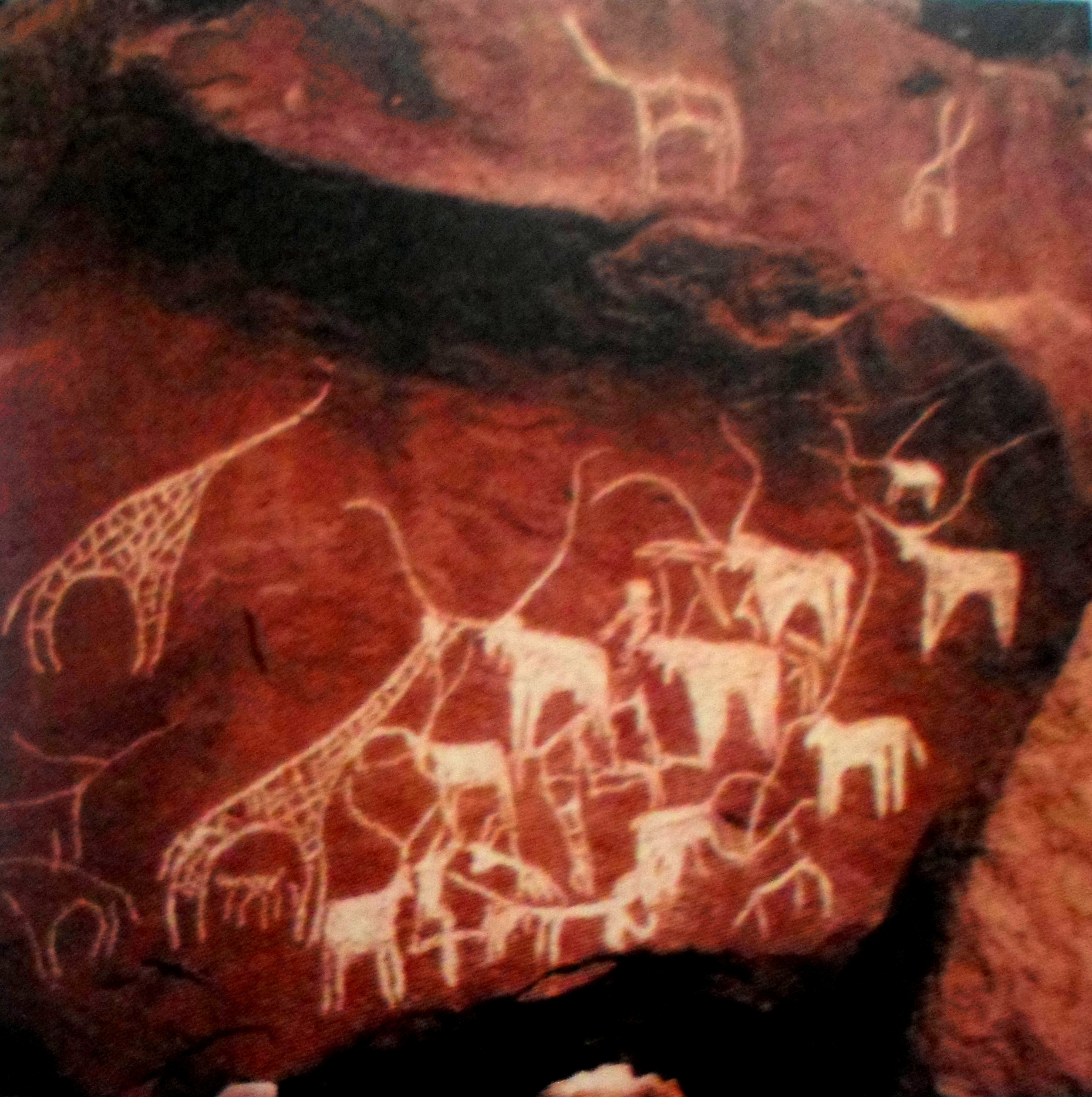
Jeskynní umění v Balhu

Oblast Bab-al-Mandab byla často považována za prvotní přechod raných homininů směřujících jižní pobřežní trasou z východní Afriky do jižní a jihovýchodní Asie. Oblast Džibutska byla osídlena již od neolitu. Podle výzkumu lingvistů první afroasijsky hovořící populace dorazila do této oblasti během neolitu z oblasti původního osídlení v údolí Nilu nebo z Blízkého východu. Další vědci předpokládají, že se afroasijské jazyky vyvinuly přímo na poloostrově Africký roh, načež se lidé mluvící těmito jazyky z tohoto území rozšířili do dalších oblastí.
Broušené kameny staré 3 miliony let byly nalezeny u jezera Abbé. Na planině Gobaad (mezi Dikhilem a jezerem Abbé) byly objeveny i pozůstatky Palaeoloxodona recki, který byl viditelně rozporcován pomocí čedičových nástrojů nalezených poblíž. Tyto pozůstatky byly datovány do období 1,4 miliony let př. n. l. Pravděpodobně se jednalo o dílo příslušníků. Homo ergaster. V 90. letech 20. století bylo objeveno naleziště v Gombourtě, ležící 15 km jižně od Džibuti. Lokalita byla datována do technologického komplexu acheuléen (800 až 400 tisíc př. n. l.) a byly zde objeveny doklady o zpracování kamene. V Gobaadu byla nalezena čelist Homo erectus datovaná do období 100 tisíc př. n. l. Na dně jezera Goubet byly objeveny kruhové stavby a zlomky malované keramiky.

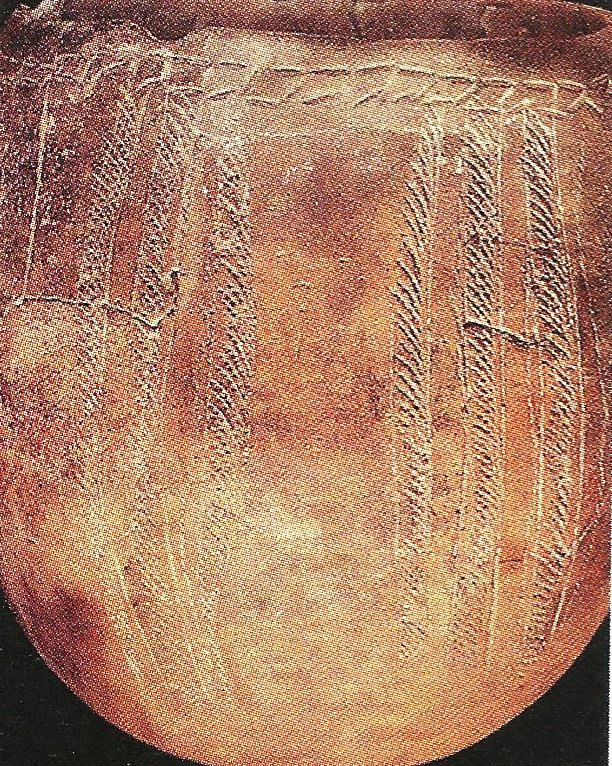
Keramika s geometrickými vzory z Asa Komy

Keramika datovaná do období před polovinu 2. tisíciletí př. n. l. byla nalezena na lokalitě Asa Koma ve vnitrozemské jezerní oblasti na planině Gobaad. Pro keramiku z této oblasti je charakteristické tečkování a ryté geometrické vzory a podobá se keramice z jižní Arábie. Na stejné lokalitě byly nalezeny také kosti bezhrbého dlouhorohého dobytka, což naznačuje existenci domestikovaného dobytka v této oblasti již před 3500 lety. V oblasti vesnice Dorra a města Balho byly objeveny skalní malby znázorňující pravděpodobně antilopy a žirafy. Na archeologické lokalitě Handoga, datované do období před 4 tisíci lety, byly nalezeny obsidiánové mikrolity a keramika používaná ranými kočovnými pastevci s domestikovaným dobytkem.
Během výzkumu na malé neolitické lokalitě Wakrita v tektonické prohlubni Gobaad byla objevena keramika, podle které byla určena místní neolitická kultura. Podobná keramika byla dříve objevena i na nedalekém nalezišti Asa Koma. Pozůstatky fauny potvrdily význam rybolovu v neolitických osadách rozkládajících se poblíž jezera Abbé, ale také význam chovu skotu. Byly zde také poprvé nalezeny důkazy o pasení koz na tomto území. Podle radiokarbonového datování bylo pasení koz praktikováno od počátku 2. tisíciletí př. n. l.
Až do období 4 tisíce př. n. l. bylo místní klima velmi odlišné od novověkého klimatu a pravděpodobně se podobalo středomořskému podnebí. Nacházelo se zde mnoho vodních zdrojů, jezera v Gobaadu, jezero Assal a jezero Abbé. Lidé se zde proto živili sběrem, lovem a rybolovem. V oblasti žila i rozmanitá fauna, a to kočkovité šelmy, buvoli, sloni, nosorožci a další, o čemž svědčí například malby nalezené na stěnách jeskyně v Balho. Ve 3. a 2. tisíciletí př. n. l. se v oblasti jezer usadilo několik nomádů, kteří se živili rybolovem a chovali dobytek. Do tohoto období spadá i objevený hrob 18leté ženy, podobně jako kosti ulovených zvířat, kostěné nástroje a drobné šperky. Kolem roku 1500 př. n. l. docházelo ke změnám klimatu, během kterých ubývalo vodních zdrojů. Rytiny z tohoto období zobrazují dromedáry (tedy zvířata žijící v suchých oblastech). Na některých z nich jsou vyobrazeni i ozbrojení válečníci. Usedle žijící lidé se v té době navraceli k nomádskému způsobu života. Na celém území byly odkryty kamenné mohyly různých tvarů, které byly navršeny na hrobech.

## Starověk

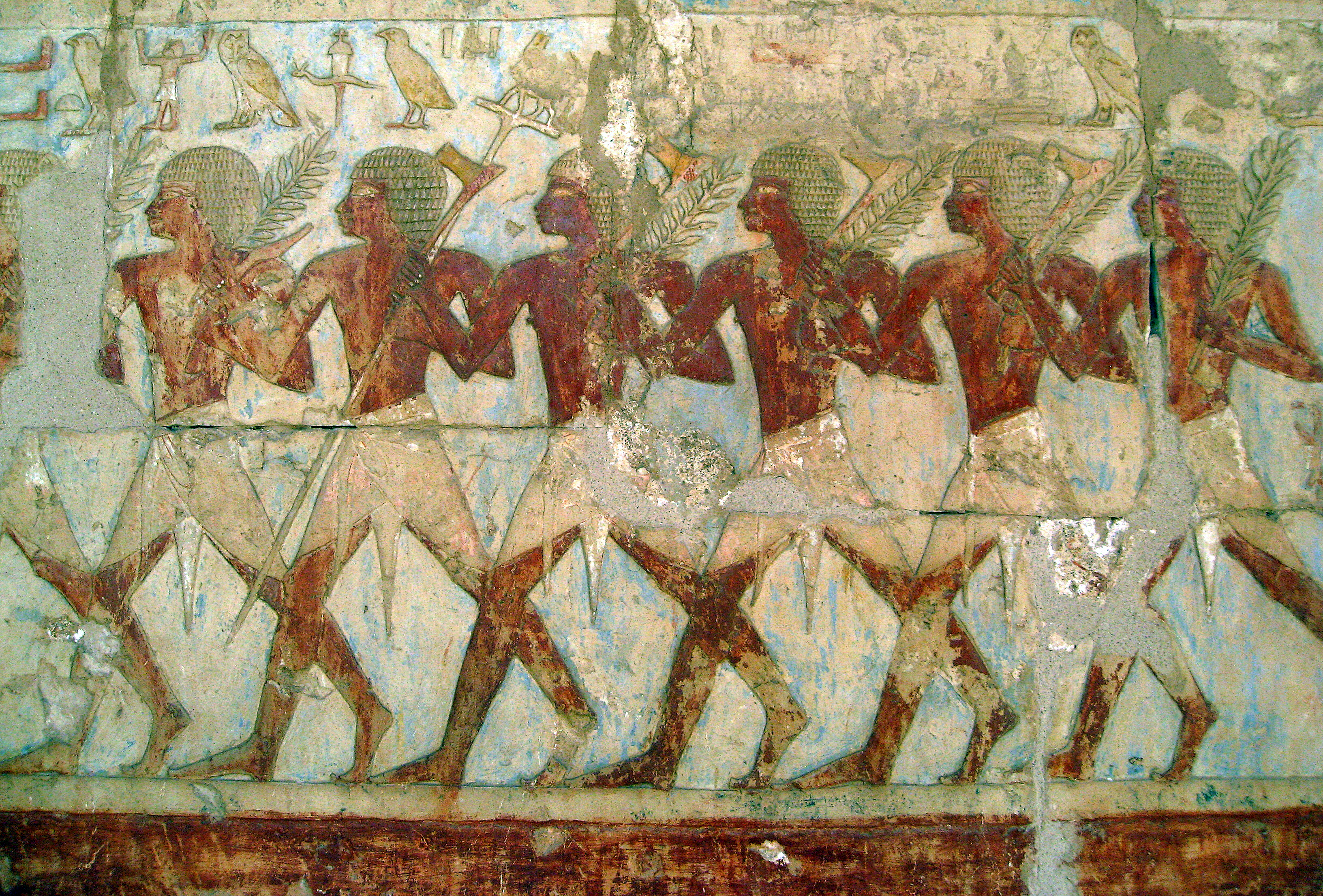
Egyptská expedice královny Hatšepsut do země Punt, reliéf z Dér el-Bahrí

Spolu se Somalilandem, Eritreou a pobřežím Rudého moře v Súdánu je Džibutsko považováno za nejpravděpodobnější oblast, kde se rozkládalo království zvané starověkými Egypťany Punt. První zmínka o něm pochází z 25. století př. n. l. Obyvatelé Puntu měli úzké vztahy se starověkým Egyptem v období vlády faraona Sahure a královny Hatšepsut. Obchodovali nejen z vlastní produkci kadidla, ebenu a krátkorohého dobytka, ale také se zbožím pocházejícím ze sousedních oblastí, včetně zlata, slonoviny a zvířecích kůží. Podle chrámových reliéfů v Dér el-Bahrí vládli zemi Punt v době královny Hatšepsut král Parahu a královna Ati.

### Makrobiové
Makrobiové byli legendární lidé a jejich království se podle zmínek Hérodota rozkládalo na Africkém rohu. Pozdější autoři (například Plinius starší na základě tvrzení Ktésia) tento národ umístil do Indie. Jde tak o jeden z legendárních národů nacházejících se z pohledu starověkých Řeků extrémně na jihu ekumeny. Jejich jméno bylo odvozeno od jejich legendární dlouhověkosti, kdy se průměrně měli dožívat 120 let.
Podle Hérodotova tvrzení vyslal perský král Kambýsés II. po dobytí Egypta v roce 525 př. n. l. do Makrobie velvyslance, kteří přinášeli místnímu králi luxusní dary, aby si jej podrobili. Makrobijský vládce, který byl zčásti volen na základě své postavy, místo podrobení se vyzval perského krále k soutěži o napnutí nenapnutelného luku. Pokud by se Peršanům podařilo tento luk napnout, mohli napadnout jeho zemi, ale do té doby měli být rádi, že se Makrobiové nerozhodli napadnout Peršany.

## Aksumské království
Je možné že se během některých období rozšířila vláda Aksumského království i do oblastí Džibutska, i když povaha jeho ovládnutí a rozsah kontrolovaného území nejsou známy.

## Adalský sultanát

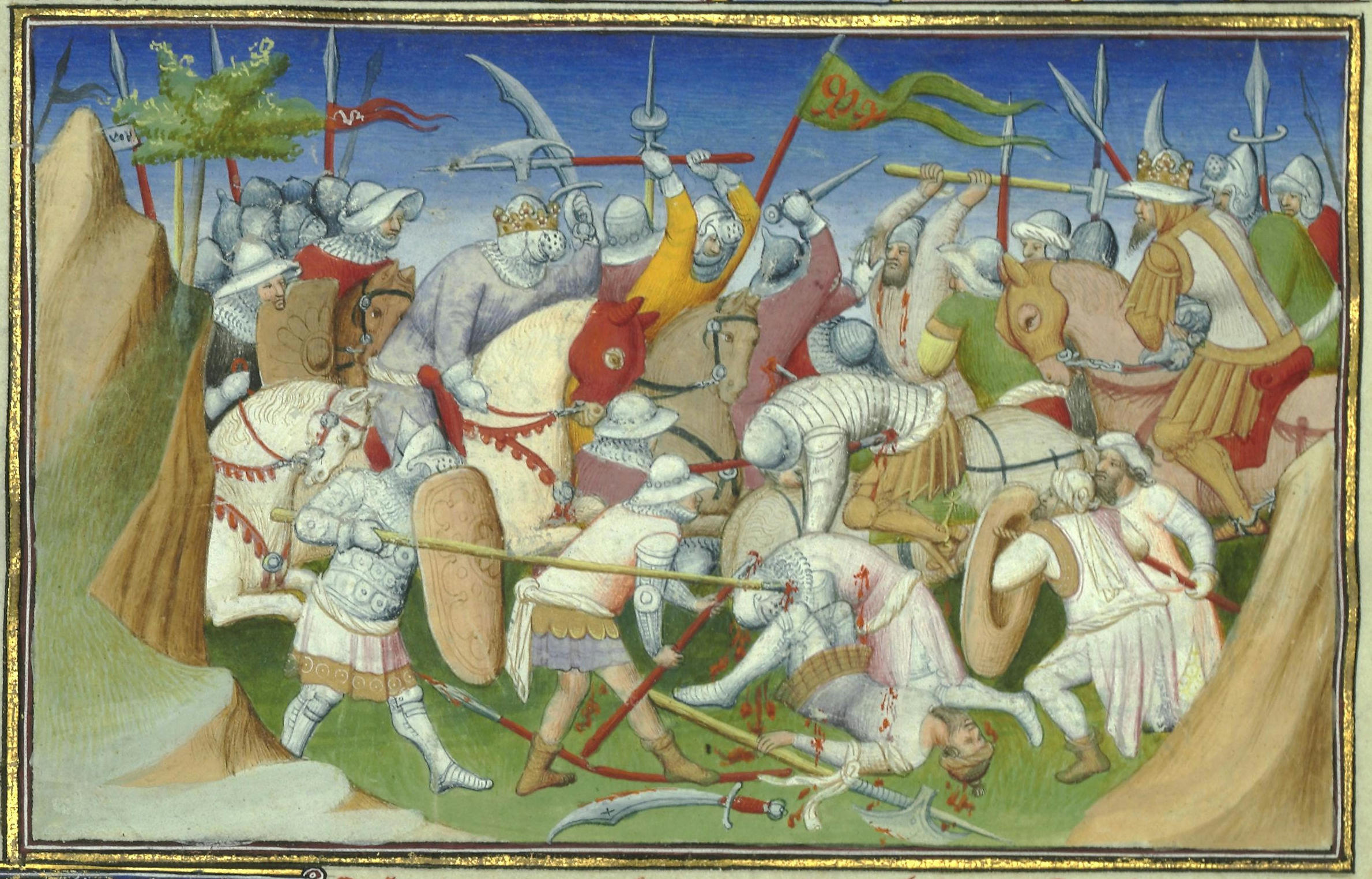
Adalský sultán se svými jednotkami (vpravo) v bitvě proti králi Yagbe'u Seyon

Islám se do oblasti Džibutska rozšířili z Arabského poloostrova krátce po hidžře. Na konci 9. století muslimský zeměpisec napsal, že muslimové žijí podél severního pobřeží Afrického rohu. Zmínil se také o tom, že Adalské království mělo své hlavní město v Zeile, přístavním městě v severozápadní oblasti Awdalu, která sousedí s Džibutskem. To by znamenalo, že Adalský sultanát s hlavním sídlem Zeila může být datován minimálně do 9. nebo 10. století. Podle I. M. Lewise v něm vládly místní dynastie somalizovaných Arabů či arabských Somálců, kteří vládli i nad podobným Mogadišským sultanátem v oblasti Banaadiru na jihu. Během existence Adalského sultanátu došlo k řadě bitev se sousední Habeší.
V době svého největšího rozkvětu kontroloval sultanát velkou část Džibutska, Somalilandu, Eritrey a Etiopie. V oblasti ležící mezi Džibuti a Loyadou se nachází řada antropomorfních a falických stél. Struktury jsou spojeny s hroby pravoúhlého tvaru lemované svislými deskami. Podobné se nachází i ve střední části Etiopie. Stáří stél v Džibutsku je nejasné a některé z nich jsou zdobeny symbolem ve tvaru T. Navíc během vykopávek v Etiopii byly objeveny i hrobky.

## Ifatský sultanát
Ifatský sultanát bylo středověké království rozkládající se na poloostrově Africký roh. Založen byl v roce 1285 dynastií Walashma. Centrum tohoto státu bylo v Zeile. Ifatský sultanát založil své základny v Džibutsku a Somalilandu a odtud expandoval na jih do oblasti Ahmarských hor. Ifatský sultán Umar Walashma (nebo podle jiných zdrojů jeho syn Alí) v roce 1285 dobyl sultanát Shewa. Taddesse Tamrat vysvětlil sultánovu expedici jako pokus o konsolidaci muslimských území na poloostrově Africký roh. V podstatě stejně jako se ve stejném období císař Yekuno Amlak pokusil sjednotit křesťanská území na vysočině. Tyto dva státy se nevyhnutelně dostaly do konfliktu o území Shewa a další oblasti ležící dále na jihu. Následovala zdlouhavá válka, ale tehdejší muslimské sultanáty nebyly silně sjednoceny. Ifatský sultán byl nakonec poražen etiopským císařem Amdou Seyonem I. v roce 1332 a stáhl se do Shewy.

## Egyptský ejálet
Guvernér Abou Baker nařídil egyptské posádce v Sagallu, aby se stáhla do Zeily. Křižník Seignelay doplul do Sagalla krátce poté, co jej Egypťané opustili. Francouzské jednotky obsadily pevnost navzdory protestům britského agenta v Adenu, majora Fredericka Mercera Huntera, který vyslal jednotky, aby chránily britské a egyptské zájmy v Zeile a zabránily dalšímu rozšiřování francouzského vlivu tímto směrem. Dne 14. dubna 1884 velitel hlídkové šalupy L'Inferent podal zprávu o egyptské okupaci Tadjourského zálivu. Velitel hlídkové šalupy Le Vaudreuil ohlásil, že Egypťané okupují vnitrozemí mezi Obockem a Tadjourou. Etiopský císař Jan IV. Etiopský podepsal se Spojeným královstvím dohodu o ukončení bojů s Egypťany a umožnění evakuace egyptských sil z Etiopie a přístavů na somálském pobřeží. Egyptská posádka byla stažena z Tadjoury.

## Francouzské Somálsko

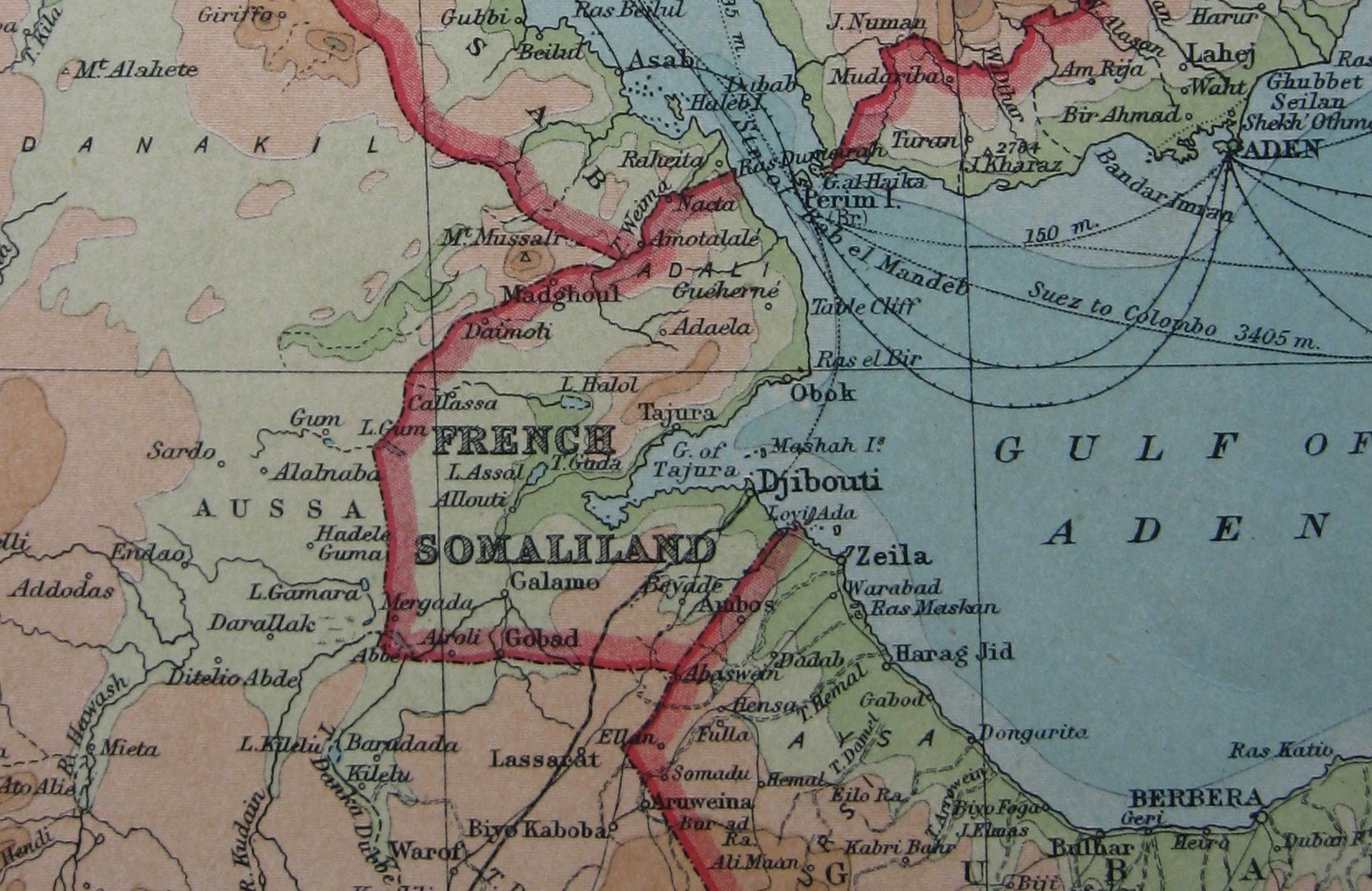
Mapa Francouzského Somálska v roce 1922

Hranice moderního Džibutska byly stanoveny během tzv. dělení Afriky. Francouzský zájem o džibutské pobřeží Rudého moře přinesla výprava Rocheta d'Hericourta do Shoa (či Shewa), která se odehrála v letech 1839 až 1842. V roce 1842 získal Rochet od krále Shewy město Tadjoura. Problémem však bylo, že tento král dané město nevlastnil, ale vládl mu místní sultán, který kupní smlouvu neakceptoval. Další průzkumy vedené francouzským konzulárním agentem v Adenu Henrim Lambertem a kapitánem Fleuriotem de Langle vedli ke smlouvě o přátelství mezi Francouzi a sultány z Raheity, Tadjoury a Gobaadu, od kterých si Francouzi v roce 1862 koupili kotviště v Obocku.
Rostoucí francouzský zájem o tuto oblast se odehrával na pozadí britské aktivity v Egyptě a otevření Suezského průplavu v roce 1869. V letech 1883 až 1887 Francie podepsala několik smluv s vládnoucími somálskými a afarskými sultány, které umožnily rozšířit protektorát včetně Tadjourského zálivu. Léonce Lagarde byl následně ustaven protektorátním guvernérem. V roce 1894 zřídil ve Džibuti trvalou francouzskou správu a pojmenoval oblast jako Côte française des Somalis (Francouzské Somálsko). Tento název byl používán do roku 1967. Hranice vytyčená mezi Francouzským Somálskem a Habeší v roce 1897 po dohodě Francie s habešským císařem Menelikem II. byla v letech 1945 a 1954 znovu potvrzena dohodami s habešským císařem Haile Selassiem I.

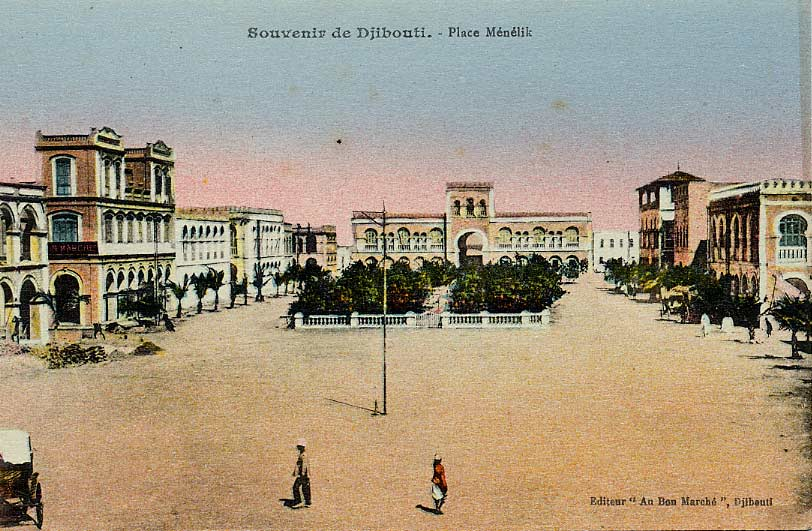
Džibuti, c. 1905

V roce 1889 dorazil Rus Nikolaj Ivanovič Achinov s osadníky, pěchotou a pravoslavným knězem do Saggala, které leží v Tadjourském zálivu. Francouzi považovali přítomnost Rusů za porušení svých územních práv a vyslali dva dělové čluny. Rusové byli odstřelováni a po utrpěných ztrátách na životech se vzdali. Kolonisté byli deportováni do Oděsy a sen o ruské expanzi ve východní Africe skončil za méně než jeden rok.
V roce 1896 bylo správní hlavní město přesunuto z Obocku do Džibuti. Džibuti mělo dobře přístupný přístav, který přitahoval obchodní karavany putující východní Afrikou. Džibutsko-etiopská železnice spojující Džibutsko s centrální Etiopií dosáhla roku 1917 Addis Abeby, čímž se zvýšil objem obchodu procházejícího přístavem.

### Druhá světová válka

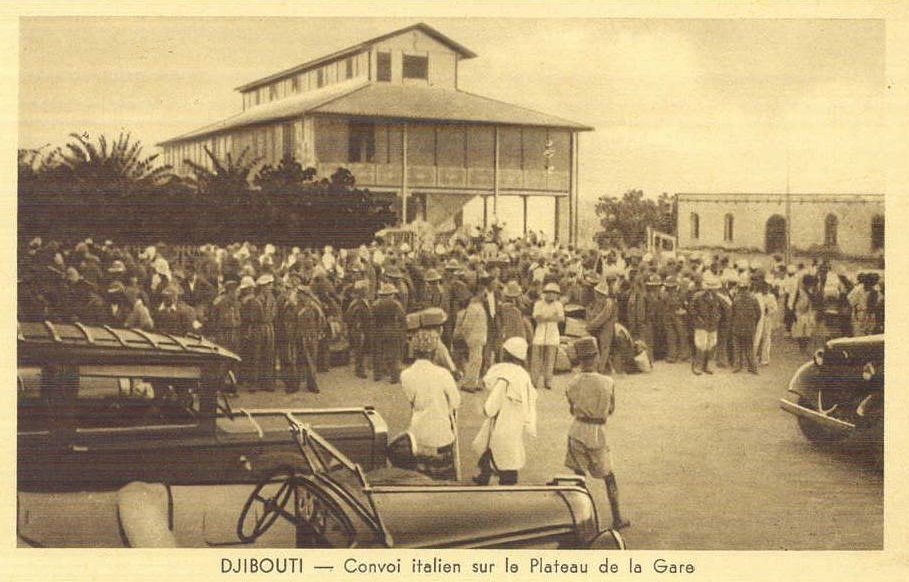
Italský konvoj v Džibuti, c. 1936/1938

Po italské invazi a okupaci Etiopie v letech 1935 až 1936 docházelo k neustálým pohraničním potyčkám mezi francouzskými silami ve Francouzském Somálsku a italskými silami v Italské východní Africe. V červnu 1940 během počátečních fází druhé světové války poté, co kapitulovala Francie se kolonie Francouzské Somálsko dostalo pod vládu Vichistické Francie, která podporovala síly Osy.
Britské síly spolu se silami Commonwealthu bojovaly proti Italům během východoafrického tažení. V roce 1941 byli Italové poraženi a síly Vichistické Francie byly ve Francouzském Somálsku izolovány. Francouzská správa však v kolonii zůstávala déle než rok po porážce Italů. V reakci na tuto situaci zablokovali Britové přístav Džibuti. To však nedokázalo zabránit místním Francouzům v poskytování informací o projíždějících konvojích. V roce 1942 obsadily Džibuti přibližně čtyři tisíce britských vojáků. Později se prapor z Francouzského Somálska zúčastnil v roce 1944 osvobození Paříže.

### Referenda
V roce 1958 se v Džibutsku konalo referendum, které rozhodlo o pokračující asociaci s Francií. Tento výsledek byl zčásti dán společným hlasováním velké etnické skupiny Afarů a místních Evropanů. Objevily se i zprávy o zmanipulování hlasování, kdy před ním Francouzi vyhostili tisíce Somálců. Většina hlasujících pro nezávislost byli Somálci, kteří silně podporovali připojení Džibutska ke sjednocenému Somálsku.
V roce 1960 s pádem vládnoucí Diniho administrativy se harbistický politik Alí Aref Bourhan ujal křesla místopředsedy vládní rady Francouzského Somálska. Tuto pozici zastával až do roku 1966. Téhož roku odmítla Francie doporučení OSN, že by měla Francouzskému Somálsku udělit nezávislost. V srpnu 1966 během oficiální návštěvy francouzského prezidenta generála Charlese de Gaulle se konaly demonstrace a došlo i k nepokojům. V reakci na protesty prezident nařídil další referendum o nezávislosti.
Dne 19. března 1967 se konalo druhé referendum o nezávislosti, které mělo rozhodnout o osudu země. Počáteční výsledky podporovaly pokračující, ale volnější vztah s Francií. Hlasování bylo rozděleno podél etnických linií, přičemž Somálci obecně hlasovali pro nezávislost s cílem případného znovusjednocení se Somálskem. Afarové většinou hlasovali pro spojení s Francií. Referendum opět poznamenaly zprávy o zmanipulování hlasování ze strany francouzských úřadů, přičemž přibližně 10 tisíc Somálců bylo před referendem deportováno pod záminkou, že nemají platné průkazy totožnosti. Podle oficiálních údajů v té době území obývalo 58 240 Somálců a 48 270 Afarů, ale pouze 14 689 Somálců se mohlo zaregistrovat k volbám oproti 22 000 Afarů. Somálští zástupci také obvinili Francouze, že současně dovezli tisíce afarských nomádů ze sousední Etiopie, aby zvýšili šance ve svůj prospěch, ale francouzské úřady to popřely, a prohlásily, že Afarové již na volebních seznamech značně převyšovali Somálce. Oznámení výsledků plebiscitu vyvolalo občanské nepokoje, které vedly k několika úmrtím. Francie také zvýšila svou vojenskou sílu podél hranice.

## Francouzské území Afarů a Isů
V roce 1967, krátce po druhém referendu, bylo Francouzské Somálsko přejmenováno na Territoire français des Afars et des Issas (Francouzské území Afarů a Isů). Nově pojmenované území se od Francouzského Somálska lišilo i z hlediska vládní struktury, protože pozice guvernéra se změnila na post vysokého komisaře. Rovněž byla realizována devítičlenná vládní rada. Během 60. let 20. století vedla boj za nezávislost Fronta za osvobození somálského pobřeží (FLCS), která vedla ozbrojený boj za nezávislost s velkou měrou násilí zaměřeného na místní Francouze. FLCS podnikla několik stupňujících se přeshraničních operací mířících ze Somálska a Etiopie proti francouzským cílům. Dne 24. března 1975 FLCS unesla francouzského velvyslance v Somálsku, Jeana Gueryho. Ten měl být vyměněn za dva členy FLCS, kteří si odpykávali trest odnětí svobody na doživotí ve Francii. Velvyslanec byl za dva členy FLCS vyměněn v Adenu v Jižním Jemenu. S rozrůstající se somálskou populací se pravděpodobnost úspěchu ve třetím referendu zhoršila. Neakceptovatelné náklady na udržování kolonie a skutečnost, že po roce 1975 zůstala Francie poslední koloniální mocností v Africe, byly dalším faktorem, který přiměl pozorovatele k pochybnostem, že by se Francouzi pokusili území udržet.
V roce 1976 musela být francouzská posádka skládající se především z příslušníků 13. půlbrigády Cizinecké legie posílena, aby zadržela somálské aspirace, revoltující proti francouzsky vytvořené afarské nadvládě vznikající vlády. FLCS bylo uznáno jako národně osvobozenecké hnutí Organizací africké jednoty, která se podílela na jejím financování. FLCS usilovala o integrace Džibutska do „Velkého Somálska“ nebo o nezávislost území. V roce 1975 se Africká lidová liga za nezávislost (LPAI) a FLCS setkaly v ugandské Kampale. Během několika setkání bylo rozhodnuto o cestě nezávislosti, což způsobilo napětí se Somálskem.
Třetí referendum o nezávislosti se konalo 8. května 1977. Během tohoto referenda byla podpořena myšlenka nezávislosti na Francii. Pro nezávislost se vyslovilo 98,8 % voličů. Po zisku nezávislosti podepsala nová vláda dohodu s Francií o silné francouzské posádce v zemi, přestože se původně předpokládalo stažení francouzského vojska. Jednotka byla zmenšena, ale úplně stažena z Džibutska nebyla.

## Džibutská republika

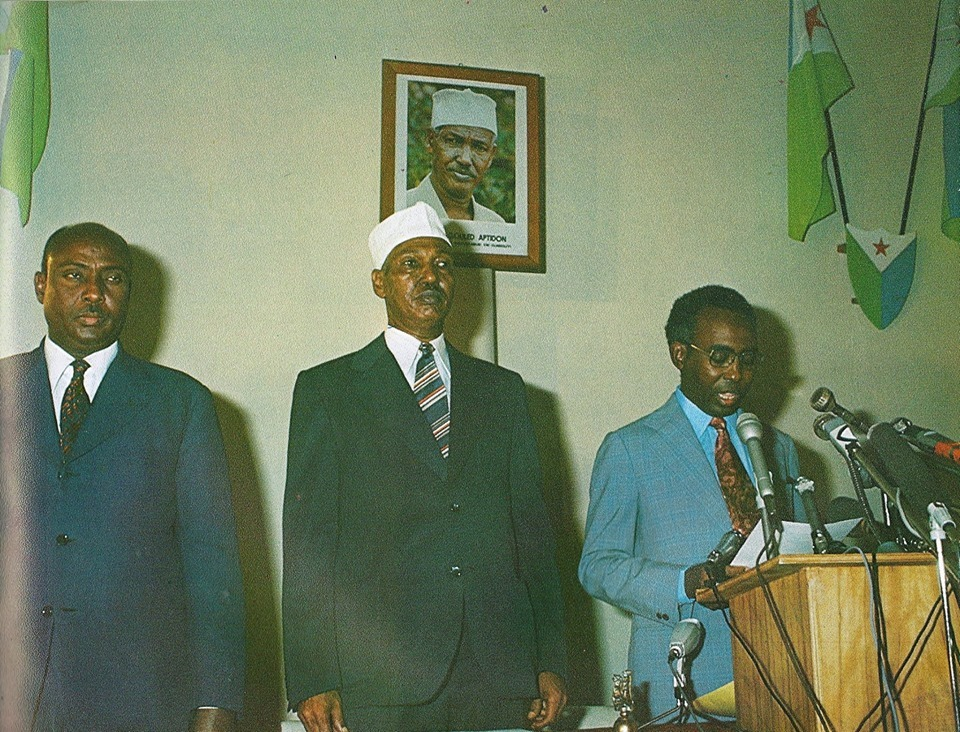
Ahmed Dini Ahmed vyhlašuje 27. června 1977 nezávislost Džibutska

V roce 1981 vytvořil první džibutský prezident Hassan Gouled Aptidon ze země stát jedné strany prohlášením, že jeho strana Lidové shromáždění za pokrok (Rassemblement Populaire pour le Progrès) je jedinou legální strnou v zemi. Podle A. Claytona francouzská posádka v Džibutsku sehrála hlavní roli při potlačování menších nepokojů v období, kdy se Džibusko stávalo státem jedné strany. Občanská válka v zemi propukla v roce 1991. Válka byla vedena mezi vládou a převážně afarskou rebelskou skupinou, Frontou pro obnovu jednoty a demokracie (FRUD). Mírová smlouva byla podepsána v roce 1994. Dva členové FRUD se stali členy vládního kabinetu a v prezidentských volbách v roce 1999 vedla FRUD kampaň na podporu kandidáta Lidového shromáždění za pokrok. Aptidon na post prezidenta rezignoval ve věku 83 let v roce 1999. Jeho nástupcem byl zvolen jeho synovec Ismaïl Omar Guelleh.
Dne 12. května 2001 prezident Guelleh podepsal tzv. konečnou mírovou dohodu, která oficiálně ukončila desetiletí trvající občanskou válku mezi vládou a ozbrojenou frakcí FRUD, kterou vedl Ahmed Dini Ahmed.
Během prezidentských voleb konaných 8. dubna 2005 obhájil Guelleh post prezidenta republiky. Volby byly opět bojkotovány koalicí opozičních stran. V březnu 2006 se v Džibutsku konaly první regionální volby a začal proces decentralizace. Široká provládní koalice, včetně FRUD, opět neměla ve volbách konkurenci, neboť vláda odmítla splnit opoziční předpoklady pro jejich účast ve volbách. Ve volbách v roce 2008 opoziční Svaz pro prezidentskou většinu (UMP) opět volby bojkotoval a všech 65 křesel získala vládnoucí strana. V prezidentských volbách v roce 2011 opět zvítězil Guelleh.
Vzhledem ke své strategické zeměpisné poloze u ústí Mandebu(čili průlivu Báb-al-Mandab) z Adenského zálivu do Rudého moře a Suezského průplavu jsou v Džibutsku umístěny různé zahraniční vojenské základny. Camp Lemonnier je námořní expediční základna USA. V roce 2011 zde otevřelo námořní základnu také Japonsko.